# Криолава
Криолава, или криогенная лава, — извергаемое криовулканом вещество. Чаще всего криолава состоит из смесей жидкого аммиака, жидкого метана, различных примесей и т. д. Криолава может иметь сверхнизкую температуру, по некоторым оценкам до −250 °C. Извергается из криовулканов, обнаруженных на Титане, Европе и т. д. Также не исключена возможность существования криовулканов на тёплых планетах, где, например, на определённой глубине расположены целые озёра криолавы. Скорость потока криолавы, как и скорость потока обычной лавы, зависит от состава. Наиболее текучие криолавы способны течь со скоростью примерно 3,5—4 м/с, что примерно в 1,5—2 раза выше, чем у обычной лавы.